# Slobidka (Podilsk)
Slobidka (en ucraniano: Слобідка) es un pueblo ucraniano perteneciente al óblast de Odesa. Situado en el suroeste del país, es parte del raión de Podilsk y del municipio (hromada) homónimo.

## Toponimia
El nombre del asentamiento en ruso es Slobodka (en ruso: Слободка).

## Geografía
Slobidka se encuentra en la meseta de Podolia, 30 km al sureste de Kódima y 186 km al norte de Odesa. El asentamiento está cerca de la frontera con Transnistria, Moldavia.

## Historia
El lugar nació después de la construcción de los ferrocarriles de Balta a Kiev y de Jmelnitski a Odesa en la década de 1870, cuando se estableció allí una estación de ferrocarril. En 1883 se construyeron la primera estación y edificios residenciales, y en 1892 se construyó un gran edificio de estación para dar servicio al ramal ferroviario abierto en diciembre de 1893 a Bălţi. 
Un pueblo se desarrolló lentamente alrededor de las instalaciones de la estación y Slobidka se fundó oficialmente en 1938, cuando también recibió el estatus de asentamiento de tipo urbano. 
Durante la Segunda Guerra Mundial, el pueblo estuvo bajo ocupación germano-rumana de 1941 a 1944.
En 1954 se levantó el actual edificio de la estación, entre 1988 y 1990 se electrificaron las vías férreas que atraviesan la localidad.
Slobidka fue parte del raión de Kódima hasta 2020, año en el que se hizo una reforma administrativa que redujo el número de raiónes del óblast de Odesa a siete, y el asentamiento pasó a ser parte del raión de Podilsk.En 2023, Slobidka perdió el estatus de asentamiento de tipo urbano en la legislación ucraniana debido a la eliminación de este estatus administrativo.

## Demografía
La evolución de la población de Slobidka entre 1989 y 2022 fue la siguiente:
| 2700                                                          | 2635 | 2419 | 2436 | 2336 | 2239 |
| (Fuente: Cities & Towns of Ukraine y UKRAINE: Größere Städte) |      |      |      |      |      |

Según el censo de 2001, la lengua materna de la mayoría de los habitantes, el 92,75%, es el ucraniano; del 5,2% es el ruso; y el rumano, del 1,82%.

## Infraestructura

### Transporte
La estación de tren de Slobidka es un cruce ferroviario que tiene acceso a Odesa a través de Podilsk, a Kropivnitski a través de Liubashivka, a Zhmérinka y a Rîbnița en Transnistria, Moldavia. Slobidka está en una carretera que va desde la frontera de Transnistria hasta Krive Ozero a través de Balta. En Krive Ozero, tiene acceso a la autopista M05 que conecta Kiev y Odesa.